# جيري إل. ميتشيل
جيري إل. ميتشيل (بالإنجليزية: Jerry L. Mitchell)‏ هو سياسي أمريكي، ولد في 18 يونيو 1942م في جاكسونفيل في الولايات المتحدة. حزبياً، نشط في الحزب الجمهوري. وقد انتخب عضو مجلس نواب إلينوي.